# Hódos Judit
Hódos Judit, hivatalosan Tomsits Rudolfné (Budapest, 1937. július 28. – Aszód, 1972. november 23.) magyar tévébemondó, riporter.

## Életpályája
A Magyar Televízió első bemondónemzedékének volt a tagja. Karrierjét rádiósként kezdte a Magyar Rádióban. Majd a televízióhoz került, a TV Híradó esti adásaiban volt látható, továbbá közreműködött a TIT irodalmi séták - A Szabadsághegy irodalmi emlékei című ismeretterjesztő sorozatban, a Válaszolunk leveleikre című szórakoztató paródiában, valamint a Honfoglalás című háromrészes tévéfilmben. Készített riportokat a Delta című műsornak is. Érdekesség, hogy Hódos Judit volt az első magyar női könnyűbúvár. 35 évesen hunyt el az aszódi vasúti kereszteződésben történt tragikus autószerencsétlenség következtében. A balesetben Tomsits Rudolfné Hódos Judit bemondón kívül életét vesztette Mertz Nándor 31 éves rendező, a 20 éves Varga Béla gépkocsivezető, valamint Vinkler György 26 éves szerkesztő is.

## Szinkron munkái
| Év   | Cím             | Szereplő   | Színész          | Szinkron év |
| ---- | --------------- | ---------- | ---------------- | ----------- |
| 1963 | Gól büntetésből | Riporternő | Natasa Kobahidze | 1964        |
| 1967 | Helga           | Oktatónő   | N/A              | 1969        |